# Männamaa
Männamaa är en ort i Estland. Den ligger i kommunen Käina kommun och landskapet Hiiumaa (Dagö), i den västra delen av landet, 140 km sydväst om huvudstaden Tallinn. Männamaa ligger 20 meter över havet och antalet invånare är 171. Den ligger på ön Dagö.
Terrängen runt Männamaa är mycket platt. Runt Männamaa är det mycket glesbefolkat, med 6 invånare per kvadratkilometer. Närmaste större samhälle är Kärrdal, 19,5 km norr om Männamaa. I omgivningarna runt Männamaa växer i huvudsak blandskog.